# Guayabero
De Guayabero (Spaans: Río Guayabero) is een rivier in Colombia, onderdeel van het stroomgebied van de Orinoco. De Guayabero ontspringt in het nationaal park "Parque nacional natural Cordillera de los Picachos" in het gebergte van de Cordillera Oriental in het departement Meta. 
De rivier stroomt door het dorpje La Macarena, bekend van de Caño Cristales, een toeristische attractie, een zijrivier van de Guayabero die bij La Macarena in deze laatste uitmondt.
De Guayabero meandert van daar verder in oostelijke richting en is voor een groot deel van zijn verloop de natuurlijke grens tussen het departement Meta in het noorden en het departement Guaviare in het zuiden. De Guayabero vloeit ten zuiden van Puerto Concordia samen met de Río Arriari en die samenvloeiing vormt vanaf dat mondingspunt de rivier de Guaviare.